# Kouroudjel
Kouroudjel este o comună din departamentul Kiffa, Regiunea Assaba, Mauritania, cu o populație de 3.771 locuitori.